# Xestia versuta
Xestia versuta är en fjärilsart som beskrevs av Rudolf Püngeler 1908. Xestia versuta ingår i släktet Xestia och familjen nattflyn. Inga underarter finns listade i Catalogue of Life.